# ボタフォゴFR
ボタフォゴFR (ポルトガル語: Botafogo de Futebol e Regatas) 、通称ボタフォゴ (Botafogo) は、ブラジル・リオデジャネイロ州リオデジャネイロを本拠地とするサッカークラブである。
他の同名クラブと区別するために、ボタフォゴ-RJ (Botafogo-RJ) と表記される場合がある。「RJ」はリオデジャネイロ州の略称である。

## 歴史

### CRボタフォゴの誕生

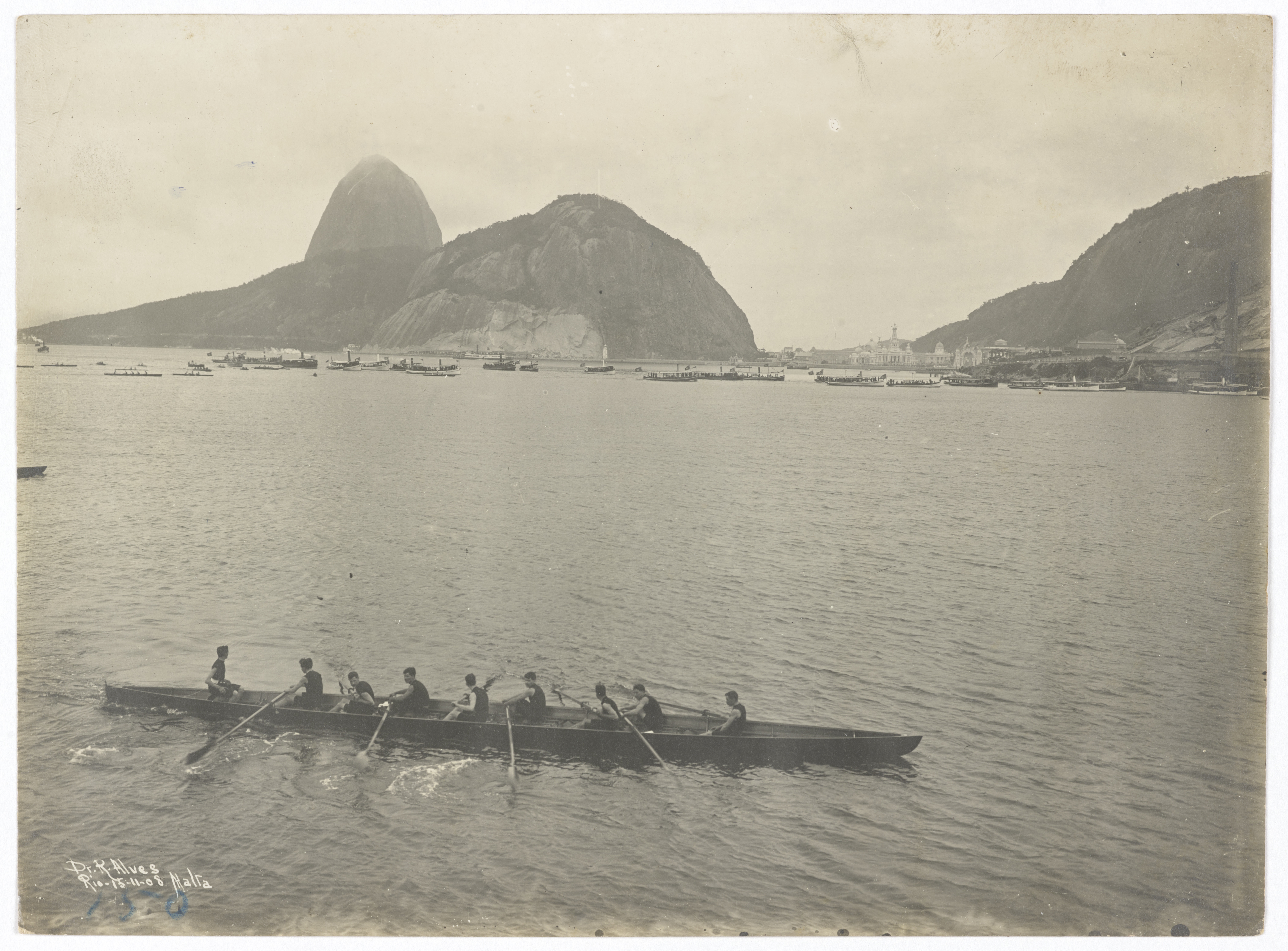
ボタフォゴ湾でのボート競技の様子（1905年）

1894年7月1日、リオ・デ・ジャネイロのボタフォゴ海岸で「クラブ・ジ・レガタス・ボタフォゴ（Club de Regatas Botafogo）」が誕生。クラブ名はその海域でレガッタ（ボート競技）が行われていたことにちなんで名付けられた。創設当初の本拠地は、Morro do Pasmad（現在のPasteu大通り南端付近）にあった邸宅だった。
1899年、グアナバラ湾に「ディーヴァ（Diva）」という伝説の船が現れた。このボタフォゴ所属のボートは出場した22レースすべてで勝利し、その圧倒的な強さによりリオのレガッタ王者の座を獲得した。この偉業からボタフォゴは19世紀から21世紀にかけて3世紀連続でタイトルを獲得した唯一のブラジルのクラブとして歴史に名を刻むことになる。
1902年10月、リオデジャネイロで開催されたボート競技選手権でAntônio Mendes de Oliveira Castroが優勝した。彼は後のクラブ会長でありボタフォゴの歴史を築く中心人物の一人となった。

### ボタフォゴFCの誕生

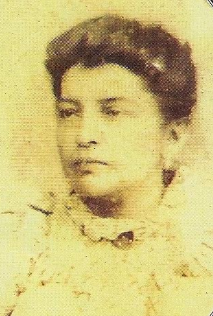
クラブの母とも呼ばれるドナ・チキトータ

1904年、CRボタフォゴ創設から10年後、同じボタフォゴ地区に新たなフットボールクラブが誕生した。最初の名前は「エレクトロ・クラブ（Electro Club）」だった。このクラブは授業中の2人の友人の会話から生まれた。Flávio RamosとEmmanuel Sodréは代数学の授業中にメモを回して新しいフットボールクラブを立ち上げようとしていた。そして1904年8月12日の午後、14歳から15歳の学生たちのグループがコンセレイロ・ゴンサガ通りの古いシャレーに集まってクラブが創設された。この建物はフラヴィオの母方の祖母であるDona Chiquitotaが提供したもので、彼女は少年たちのために快く場所を提供しクラブの母とも呼ばれる存在となった。9月18日、チキトータの家で再び集合した際に彼女は「ボタフォゴに住んでいるのだからクラブの名前はボタフォゴにした方がいい」と提案。こうしてエレクトロ・クラブは「ボタフォゴFC（Botafogo Football Club）」へと改名された。

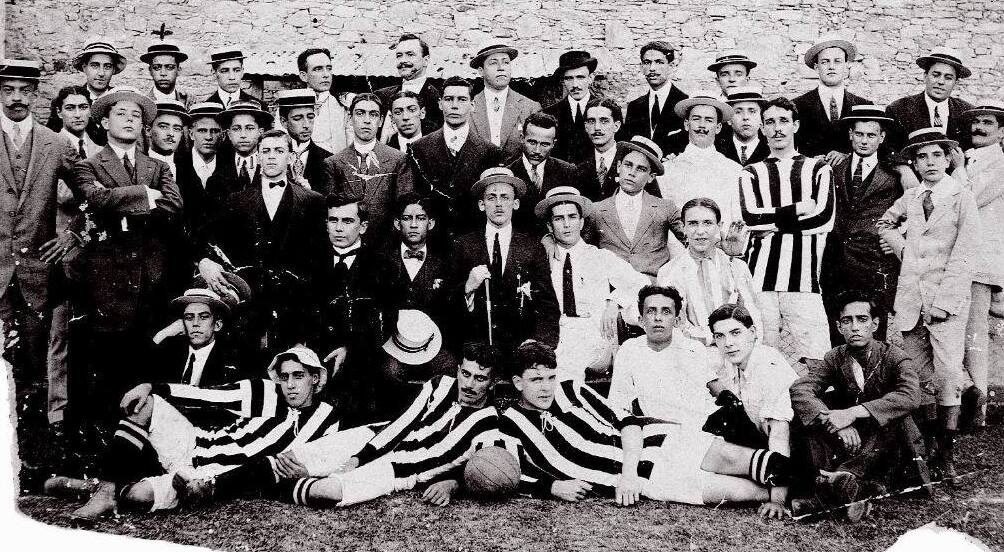
クラブの創設者らとの記念写真

クラブ初の親善試合は1904年10月2日、チジュカで行われ、Football and Athletic Clubに0-3で敗れた。初勝利は1905年5月21日、Petropolitano戦で1-0の勝利。この試合で決勝ゴールを決めたのはクラブを立ち上げたフラヴィオ・ハモスだった。翌年、ボタフォゴFCは第1回カンピオナート・カリオカに参加し、リオ初の公式大会の王者となった。そして1910年には完璧なシーズンを送り、7度の圧勝劇を演じて優勝。この快挙によってクラブは「栄光のクラブ」という意味の「Glorioso」という愛称を得た。1930年代にはボタフォゴFCの黄金時代が訪れ、1932年から1935年にかけてカンピオナート・カリオカで4連覇を達成。これは大会史上初の偉業であり、クラブの名を不動のものとした。

### バスケットボールの試合中に起きた悲劇
1942年6月11日、ボタフォゴFCとCRボタフォゴはバスケットボールの試合を行っていた。試合は終盤に差し掛かり、残り10分の時点でボタフォゴFCが23-21とリードしていた。しかし、試合のハーフタイム中にボタフォゴFCの選手でベルリン五輪にも出場したアルマンド・アルバーノが突然倒れ、そのまま帰らぬ人となった。心臓発作だった。当然、試合は即座に中断され再開されることはなかった。そしてアルバーノの遺体がボタフォゴFCの本拠地であるジェネラル・セヴェリアーノから運び出され、CRボタフォゴの拠点Mourisco Mar前を通ったとき、CRボタフォゴ会長アウグスト・フレデリコ・シュミットがこう語った。
今、私はアルバーノに伝える。君の最期の試合は明確な勝利に終わった。残り10分の試合時間があるが、我々の選手たちはもう戦わない。
この言葉にボタフォゴFCの会長Eduardo Góis Trindadeはこう応じた。
我々のクラブ同士の戦いに、勝者は1つしかいない。それはボタフォゴだ！
こうして、2つのクラブは悲劇を乗り越え「ボタフォゴ」という名のもとに結束。以来、CRボタフォゴとボタフォゴFCは統合されボタフォゴFR（Botafogo de Futebol e Regatas）が誕生した。

### スター集団と黄金期

ニウトン・サントスが着たユニフォームはボタフォゴとブラジル代表の2種類だけだった（1956年）

1957年、ボタフォゴFRはカンピオナート・カリオカの決勝でフルミネンセを6-2で圧倒する歴史的な大勝を収めてタイトルを獲得した。この時代のボタフォゴにはガリンシャ、ニウトン・サントス、ジジ、マリオ・ザガロ、クアレンチーニャなど多くのスター選手を擁しており、彼らは州リーグを3回、トルネイオ・リオ＝サンパウロも3回制し、さらに1958 FIFAワールドカップと1962年のワールドカップ優勝時のブラジル代表の主力選手として活躍した。
1964年12月13日、卓越した戦術的読みと完璧なポジショニングに加えサイドバックの概念に革命を起こし「フットボールの百科事典」と称された左サイドバックのニウトン・サントスのキャリアが幕を閉じた。その日、マラカナンには8.8万人の観客が集まり彼の現役最後の試合が行われた。しかし、その雰囲気は決して悲しみに包まれていたわけではなかった。彼は38歳で現役を退くことを決めていたが、その決断に迷いや後悔はなかった。引退を表明してもいつものように陽気で「（引退試合となる）フラメンゴ戦は勝利するよ」と冗談混じりに宣言し、実際その試合は1-0でボタフォゴが勝利を収めた。ニウトンと共にプレーしたウンベルトは当時のニウトンの様子について次のように語った。
彼は楽しそうにしていて、試合前のインタビューで勝利を約束していました。だけど、それは彼らしい、決して傲慢ではない彼の自然な態度でした。誰に対しても親しみやすく、いつも冗談を言い、困っている人にも優しかった。彼はリーダーでありみんな彼がボタフォゴの会長になるとすら思っていました。—ウンベルトこと、ウンベルト・アンドレ・レジェス・フィーリョ

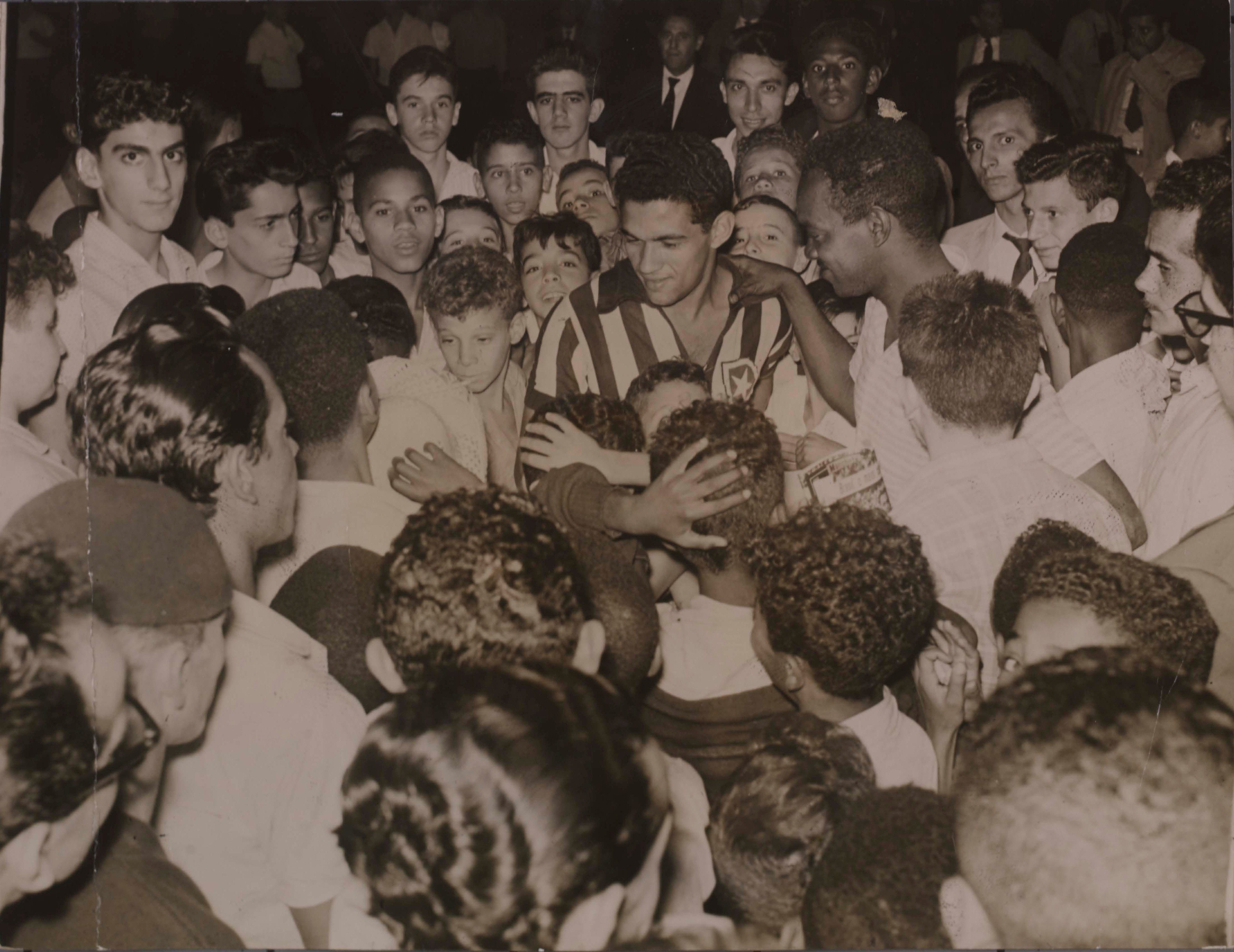
ガリンシャはペレと並ぶスター選手の1人だった（1962年）

通算で実に723試合もの出場を重ねたニウトンの引退は悲しみではなく、彼の笑顔と温かさが溢れる晴れやかな別れの瞬間だったが、ニウトンが現役を退いてから1年も経たないうちにボタフォゴは再びスターとの別れを迎えた。1965年9月15日、州リーグのポルトゥゲーザ-RJ戦がガリンシャの最後の試合となった。チームは2-1で勝利したが当時のメディアはこの試合に厳しい評価を下し、ガリンシャも批判の対象となった。右膝の痛みを抱えていたガリンシャは前年に半月板の手術をしていたが、その際に手術したのはボタフォゴではなくアメリカFC-RJに所属する医師だった。そしてこのポルトゥゲーザ-RJ戦以降ガリンシャがボタフォゴのユニフォームを着てプレーすることはなく、年明けにコリンチャンスへと移籍した。後に「1970年のワールドカップの嵐（Furacão da Copa de 1970）」と称されるほどの活躍を見せ、ガリンシャのボタフォゴでの最後の試合で共にプレーしたジャイルジーニョは、これが予想できない別れであったと振り返っている。
僕は憧れの人と一緒にプレーしていたんだ。あの日が別れの日になるなんて誰も思っていなかった。すごく悲しかったよ。ずっと一緒にプレーしたかった。彼はパウロ・ヴァレンチン、クアレンチーニャ、アマリウドらをスターにした。僕も『今度は僕の番だ、きっと僕をスターにしてくれる』って思っていたのに…。—ジャイルジーニョ
ガリンシャは去ったが、マリオ・ザガロ監督の率いるボタフォゴはジェルソンやセバスチャン・レオニダス、ヴァウテンシルなどその後もスター選手を輩出。1967年と1968年にかけて州リーグで2連覇を果たし、1968年には当時の全国リーグであるタッサ・ブラジルで優勝したボタフォゴは1950年代後半から10年間以上に亘って1つの黄金期を築いた。

### 約20年間の無冠時代

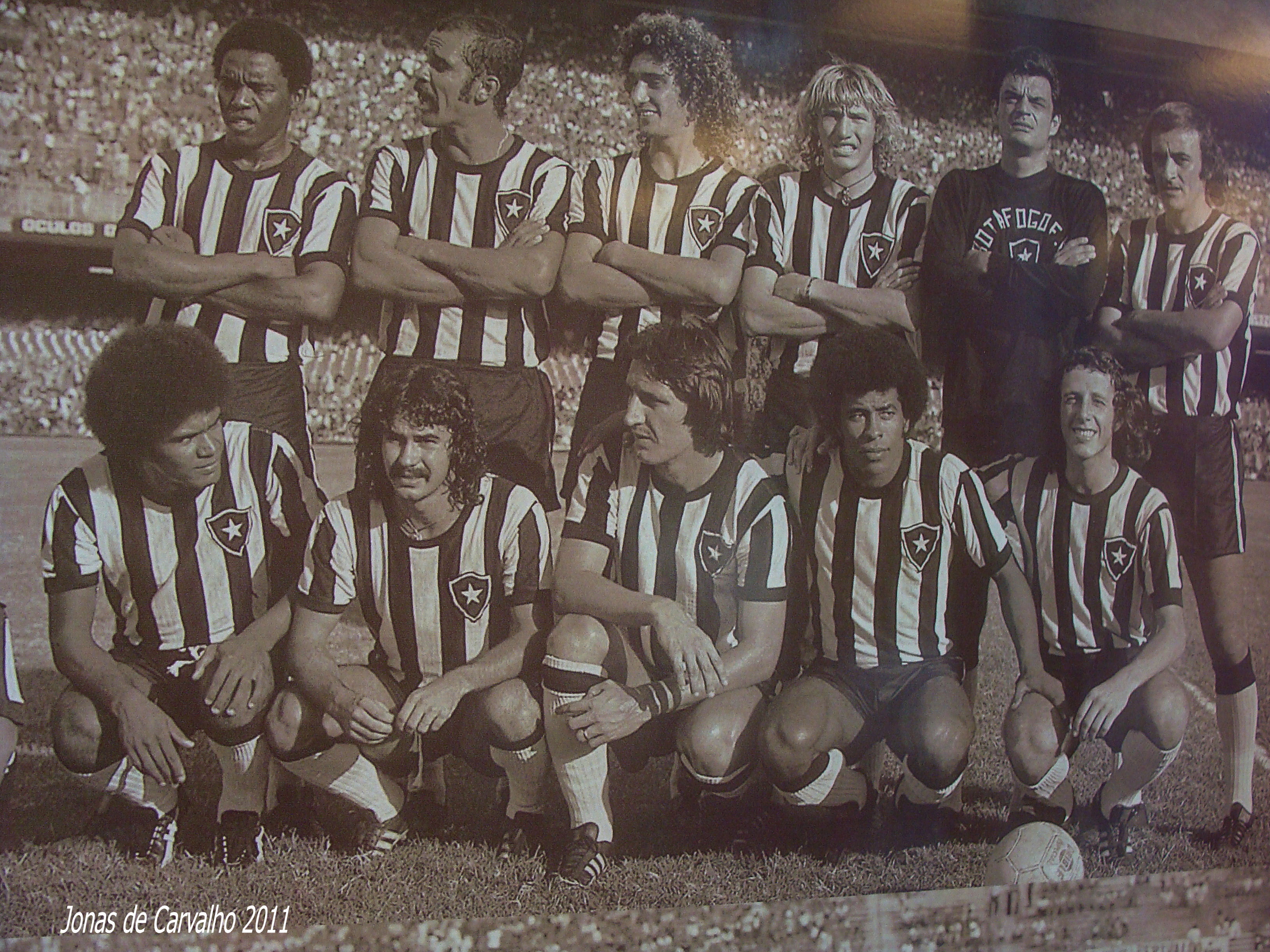
1973年のボタフォゴのメンバー

ボタフォゴの黄金時代が終わるとすぐに低迷期が訪れた。その幕開けとなったのは1971年のカンピオナート・カリオカ決勝での衝撃的な敗戦だった。この年のチームは「Selefogo」と呼ばれるほどのスター選手揃いのチームだった。決勝戦は0-0の引き分けでもボタフォゴが優勝できる状況だったが、試合終了間際に悲劇が起きた。試合終了2分前、フルミネンセのルーラがゴールを決め、ボタフォゴは目の前でタイトルを逃した。このゴールは今でも論争の的となっている。フルミネンセのマルコ・アントニオがボタフォゴGKウビラジャラ・モタにファウルを犯していた。しかし、主審のJosé Marçal Filhoは反則を取らずゴールを認めた。この判定に対する抗議は続き、彼はその後の人生でも「誤審の審判」として語り継がれることになった。そして、この試合は単なる敗北以上の意味を持っていた。この瞬間からボタフォゴの約20年に亘る無冠時代が始まった。
追い討ちをかけるように苦難は続き、ピッチ内だけでなくクラブ経営も深刻な危機に陥った。1976年、ボタフォゴは財政難により本部とスタジアムを売却することを余儀なくされた。買収したのは当時の国営企業「ヴァーレ・ド・リオ・ドセ（現在のヴァーレ）」であり、この売却資金は税金の支払いに充てられた。この結果ボタフォゴは本拠地を失い、リオ郊外のマレシャウ・エルメスに拠点を移すことを余儀なくされた。アイデンティティを失ったクラブの成績は低迷し、長い間無冠の状態が続いた。そして1989年に州リーグで無敗優勝を果たしてついに念願のタイトルを獲得すると、翌1990年にも優勝して2連覇を果たした。こうして1971年の衝撃的な敗北から続いた低迷期は、1989年の無敗優勝と翌年の連覇によって終わりを告げた。

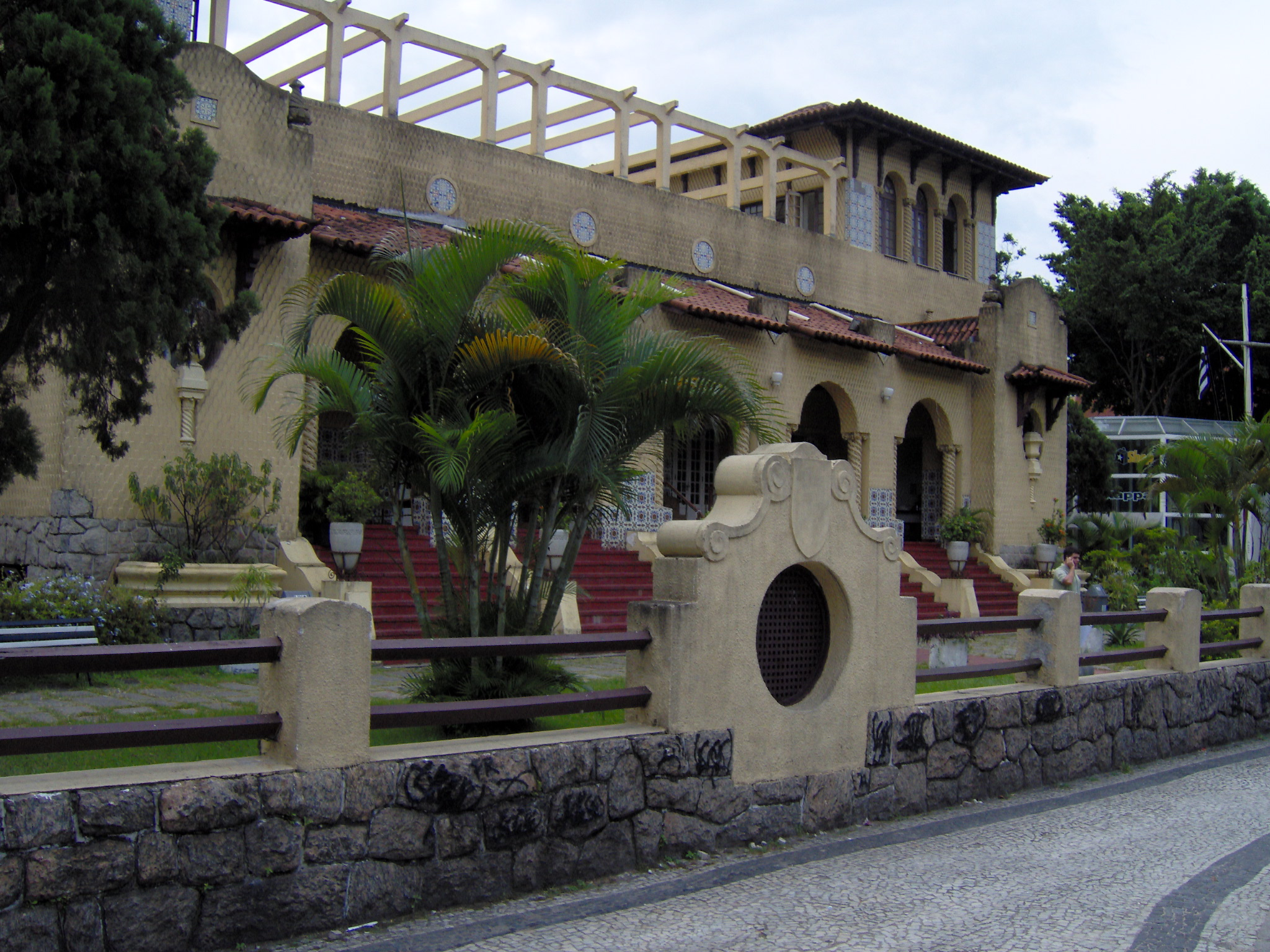
取り戻したジェネラル・セヴェリアーノ本部（2007年）

1992年、レナト・ガウショらを擁するチームはこの年の全国リーグで大会を通して順調に勝ち点を積み上げて決勝にまで駒を進めたが、決勝戦ではボタフォゴと同じリオのクラブのフラメンゴに2戦合計2-5（1stレグ:0-3, 2ndレグ:2-2）で敗れてタイトルを逃した。リーグ優勝にはあと一歩のところで届かなかったが、翌1993年にボタフォゴはクラブ初の公式な国際タイトルを獲得する快挙を成し遂げた 。コパCONMEBOLでウルグアイのペニャロールをPK戦の末に破って初優勝を果たしたのだった。快挙の翌年、手放した本部や施設を取り戻すとさらに勢いは増した。ヴァーレとの交渉役だったカルロス・アウグスト・モンテネグロはクラブ会長となり、積み重なっていた未払いの給与などに追われつつも低コストでクラブを運営。翌1995年のカンピオナート・ブラジレイロでサントスを破って1968年以来2度目の全国リーグタイトルを獲得。クラブは前述の20年間の鬱憤を晴らすかのように短期間のうちに好転した。

### セリエAとセリエBの往復
21世紀はクラブにとって苦しいスタートであった。クラブは深刻な政治的・財政的危機に陥っていた。給与未払いが続き、一部の選手が試合直前にストライキを検討するほどの状況だった。ヴァスコとのダービー戦の前にはデ・アランハ監督が説得し、選手たちは試合に出場することになった。しかし、この判断はデ・アランハ自身にとって後悔の種となった。出場させられた選手らのプレーに覇気は無く、ライバル相手に0-7の歴史的大敗を喫してしまった。アランハは試合後のインタビューでこの大敗を“虐殺”と表現し、直後に解任されることとなった。
2002年、ボタフォゴはセリエAで成績不振により最下位でセリエBへ降格するという厳しい結果に終わった。降格したボタフォゴはリオの小規模なスタジアムのエスタジオ・カイオ・マルチンスを拠点とし、決して華やかではなく限られた戦力ながらも粘り強い戦いを見せた結果、ボタフォゴはパルメイラスとともに1年でセリエAの舞台へ戻った。
2006年、クラブのレジェンドの1人カルロス・ロベルト監督の指揮のもと、州リーグで輝きを取り戻した。アメリカ-RJに3-1で勝利してタッサ・グアナバラ優勝し、州リーグ決勝でもマドゥレイラを2-0（1stレグ）、3-1（2ndレグ）で破ってカンピオナート・カリオカ優勝とともに21世紀に入ってから最初のタイトルを獲得した。

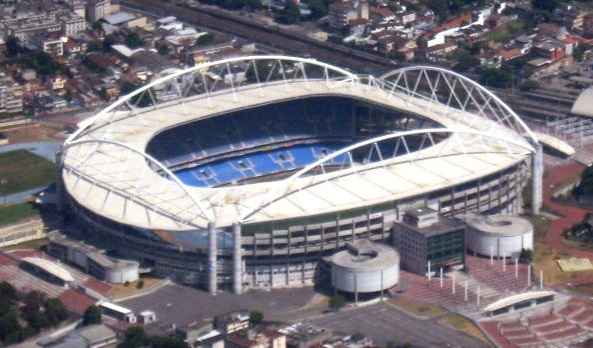
エスタジオ・ニウトン・サントスの空撮

2007年、ボタフォゴは資産面でも歴史的な勝利を収めた。リオデジャネイロ市が2007年パンアメリカン競技大会のために建設したエスタジオ・オリンピコ・ジョアン・アベランジェがボタフォゴの本拠地として利用されることになった。このスタジアムは立地する「エンジェーニョ・デ・デントロ地区」にちなみ、通称「Engenhão」と呼ばれるようになった。6月30日、新本拠地のこけら落としとなった試合では、宿敵フルミネンセに2-1で勝利しスタジアムに新たな歴史が刻まれた。後に、このスタジアムはプロデビューから現役引退までボタフォゴ一筋でプレーしたクラブの象徴であるニウトン・サントスに敬意を払って「エスタジオ・ニウトン・サントス」と改名された。

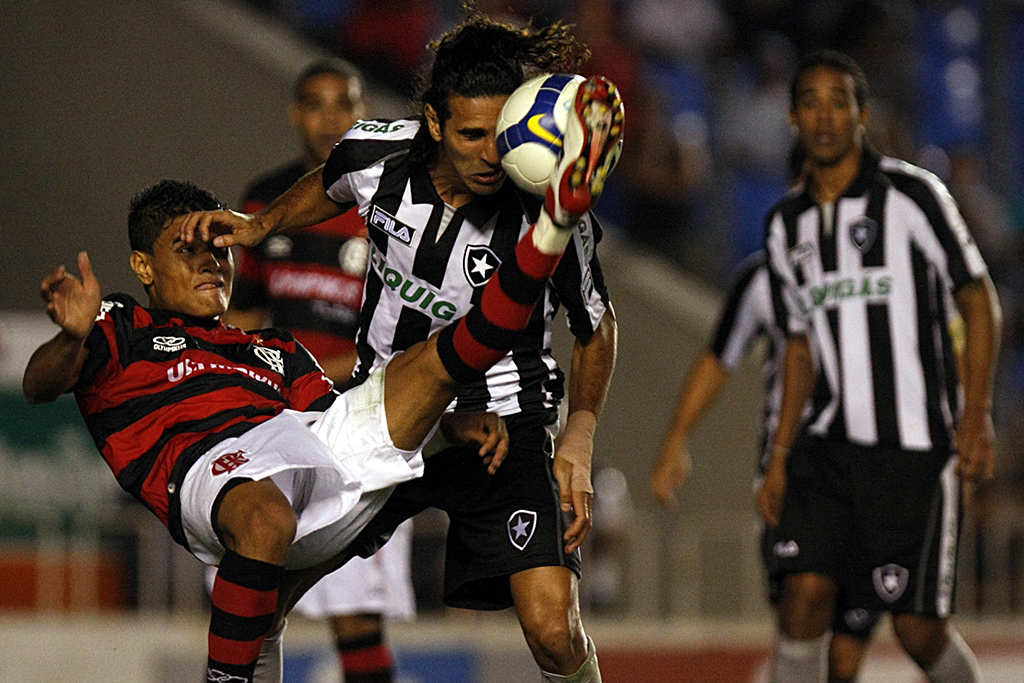
翌年の試合はイエローカード8枚とレッドカード1枚が出される大荒れの試合になった

2008年、カンピオナート・カリオカの前半戦にあたるタッサ・グアナバラの決勝でフラメンゴと激突した。試合は拮抗していたが後半に物議を醸す判定が試合の流れを変えた。主審のマルセロ・デ・リマ・エンリケはボタフォゴのDFアレックス・フェレーロがフラメンゴのファビオ・ルシアーノのユニフォームを引っ張ったとしてPKを宣告。この判定にボタフォゴの選手たちは猛抗議するも、混乱の末にゼ・カルロス（ボタフォゴ）とソウザ（フラメンゴ）が退場。そしてジエゴ・タルデッリのゴールでボタフォゴは逆転負けを喫した。試合後、ボタフォゴの選手たちは全員で記者会見に出席するという異例の行動をとった。代表してマイクを握ったボランチのトゥーリオ・ゲレイロは涙ながらに「僕の気持ちとしては、もうカンピオナート・カリオカには出たくない」と語り、当時のボタフォゴ会長ベベット・デ・フレイタスも感情を抑えきれず涙を流した。3日後、フラメンゴはコパ・リベルタドーレス2008でペルーのシエンシアーノと対戦。試合でソウザがゴールを決めると彼は両手で涙をぬぐう仕草「Chororô」を見せてボタフォゴを挑発。これがきっかけとなり、その後もフラメンゴがボタフォゴとのダービー戦で得点すると度々この煽るゴールパフォーマンスをするようになった。
2010年、カンピオナート・カリオカでボタフォゴは衝撃的な逆転劇を演じた。タッサ・グアナバラのグループステージのヴァスコ戦でチームは0-6の大敗を喫し、サポーターは絶望していたが、この敗戦後にジョエル・サンタナが監督に就任するとチームを大きく立て直してみせた。グループステージを突破した末に第1フェーズであるタッサ・グアナバラ優勝。第2フェーズのタッサ・リオでも優勝し、その結果、決勝戦なしでカンピオナート・カリオカ優勝が決定した。とりわけ、タッサ・リオ決勝ではフラメンゴに2-1で勝利し、この試合ではセバスティアン・アブレウの華麗なcavadinha（チップキックシュート）とGKジェフェルソンがフラメンゴのエースFWアドリアーノのPKをセーブする印象的なシーンがあった。

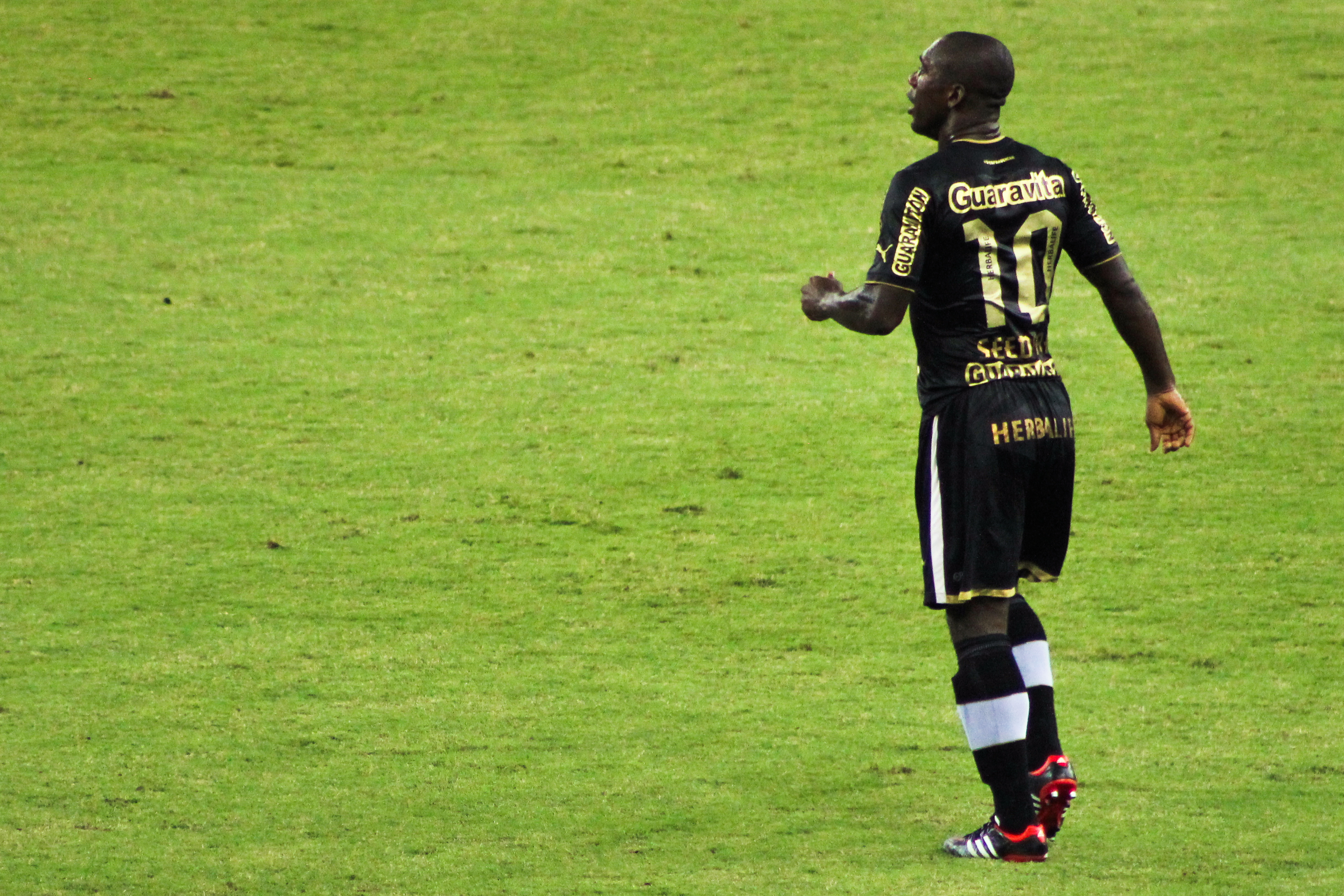
セードルフは2013年まで2年間ボタフォゴでプレーした

2012年、およそ1年間の交渉の末にオランダのスター選手クラレンス・セードルフと契約を交わした。翌年、ボタフォゴは再びカンピオナート・カリオカを制覇。さらにクラブはリオのremo（ローイング競技）選手権でも優勝して「陸と海の王者」の称号を手にした。ボート競技では他のクラブを寄せ付けない成績を残し、2018年までにボート競技でカリオカ選手権6連覇とブラジル国内のロングボート選手権7連覇という偉業を達成した。

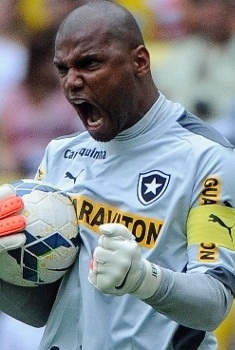
当時ジェフェルソンはチームのキャプテンでもあった（2014年）

一方、サッカー部門では2014年のセリエAで20チーム中19位に沈んでセリエBに降格。降格したことで守護神ジェフェルソンにはパルメイラスとサンパウロから移籍オファーがあったが、彼はクラブへの愛着からセリエBでもボタフォゴの一員としてプレーすることを選んだ。チームに経験豊富なGKが留まってくれたことは大きな救いだった。チームはリーグ最少失点（30失点）でセリエB優勝を果たし、1年でセリエA復帰を果たした。

### 創設以来最悪のシーズンとセリエB史上最大の逆転劇
2020年、新型コロナウイルスのパンデミックにより無観客試合とそれに伴う収益低下に加え、ボタフォゴはカンピオナート・ブラジレイロ・セリエB降格という苦境に陥った。降格した理由はいくつもあった。ボタフォゴは2020年シーズンに5人もの監督を起用し、これがチームの崩壊を加速させた。アルベルト・ヴァレンティムは前年からクラブ幹部との関係が悪化しており州リーグ中の2月に解任。パウロ・アウトゥオリはシーズン中に最も長く指揮を執り、最も安定した時期を作った。しかし、引き分けが多発（6勝13分2敗）し勝利が伸び悩んだため10月1日に解任。常勤アシスタントコーチから監督に昇格させたブルーノ・ラザローニは就任直後こそ連勝するも、コパ・ド・ブラジルのクイアバ戦（0-1）でシセロを起用したことがクラブ委員の癪に触り、アシスタントコーチに復職という建前で1ヶ月も経たずして解任。後任にアルゼンチン人指揮官ラモン・ディアスが招聘されるが就任前に手術を受けることとなり指揮を執る前に解任。代理で指揮を執った息子のエミリアーノ・ラモン・ディアスは3戦全敗だった。その後、エドゥアルド・バロッカが就任したが降格は避けられなかった。度重なる監督交代でチームに戦術的な一貫性が全く無く、選手たちは自身の役割やチームのプレースタイルを見失い、結果的に監督は居ても戦術は不在のままシーズンを過ごすこととなった。また、無計画な選手補強も問題の一因だった。2020年は期限付き移籍とフリーの選手を中心に25人もの選手を補強したが、そのうち6人（ルアン・レナト、ダニーロ・バルセロス、チアギーニョ、本田圭佑、ガブリエル・コルテス、エベル・ベッサ）はシーズン途中で退団、さらに2人（ケルヴィン、カルロス・レンテリア）はチームから戦力外となり事実上の放出状態にあった。そしてボタフォゴはシーズンを通じて56人もの選手を起用しチーム編成にも一貫性がなかった。特に、両サイドのウイングが不足し主力だったルイス・フェルナンドとルイス・エンリケが移籍した後は代わりとなる選手を見つけることができなかった。無観客試合とはいえ、ホーム戦ではわずか3勝しか挙げられず、パンデミックと降格危機の最中でも一部の選手は練習に遅刻し、ナイトクラブに出入りするなどプロ意識は欠如していた。こうしてピッチ内外で複数の問題を抱えた2020年シーズンのボタフォゴは「クラブ創設116年で最悪のシーズン」とも評され、 2021年2月、リーグ最下位でセリエBへと降格した。
2021年のボタフォゴは、クラブにとって波乱と再生の年となった。1月4日、Durcesio Melloが新会長に就任して財政再建とチームの立て直しに取り組んだ。21日にはEduardo Freelanがサッカー部門の責任者に就任し、改革が本格化した。そして前述の通り年初にカンピオナート・ブラジレイロ・セリエBへの降格が決まったためセリエB仕様のチーム作りのために大幅な選手入れ替えを実施。多くの選手が放出された代わりに、日系ブラジル人のルイス・オオヤマやダニエル・ボルヘス知名度は低くてもセリエBでの経験が豊富な選手と契約。短期契約や成果ベースの契約が多かったが堅実な編成が行われた。降格後のチーム再建では2月にマルセロ・シャムスカ監督を招聘したが、成績不振によりわずか10試合（3勝4分3敗）で解任を決断。しかし、7月にエンデルソン・モレイラが新監督に就任すると状況は一変。就任時の第12節時点で15位だったチームは直後に4連勝を記録するなどしてチームの立て直しに成功。チームは驚異的な快進撃で最終的に首位へ浮上し、その間に78ポイント中57ポイントを獲得する成績を収め、11月15日のオペラリオ-PR戦（2-1の逆転勝利）で2試合を残してセリエA昇格を決めた。さらに、最終節での勝利によりセリエB優勝を果たし、この快挙はセリエB史上最大の逆転劇として語り継がれている。
また、この年には3月にJorge BragaがCEOに就任し契約の見直しや経費削減などの財政面でも改革を推進。クラブのSAF（Sociedade Anônima de Futebol : サッカー株式会社）化が進められる中、12月に映画CG業界やプラットフォームの『fuboTV』などを手がけて成功を収めたことから「ハリウッドの仮想現実の第一人者」として知られるアメリカ人実業家ジョン・テクスターが約4億R$のクラブ買収に向けた仮契約を締結した。買収成立後には2022年シーズンに向けた選手獲得資金が提供される予定となり、ボタフォゴの再建に向けた大きな転機となった。

### SAF化と急速なクラブ再建

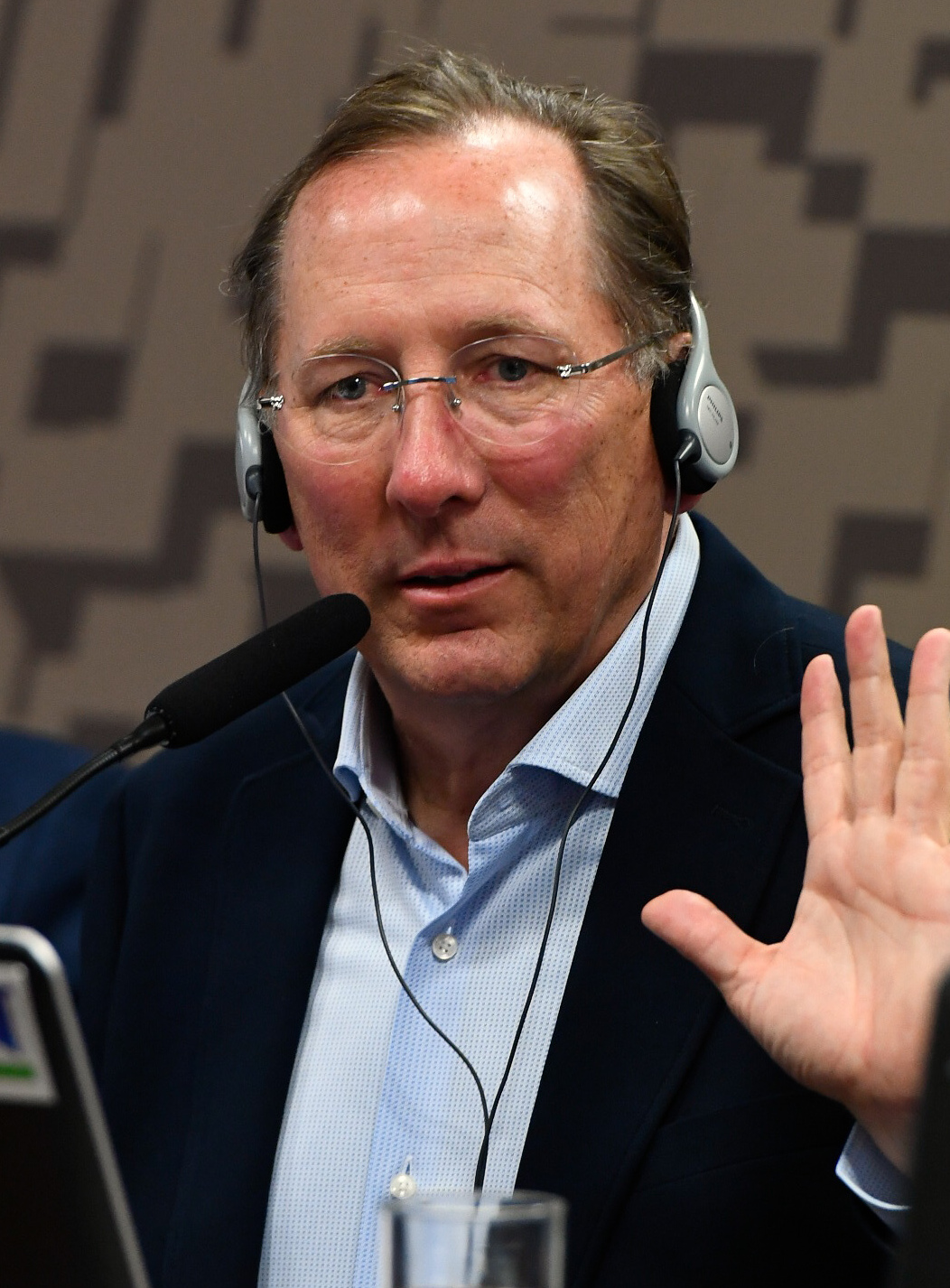
テクスターはオリンピック・リヨンなど複数のクラブのオーナーでもある

2022年になるとテクスターとの契約は正式に締結され、彼は新しく設立されたSAFの発行済み株式の90%の購入に署名し正式にクラブを引き継いだ。この取引によって予算に数億$が投下され、クラブは致命的な財務危機から逃れることに成功した。財政状況が改善したクラブはモレイラ監督と20人以上の選手との契約を解除し、メインチームに新たに22人以上の選手と契約を結んだ。選手だけでも総額7,000万R$以上も費やしチキーニョ・ソアレス、パトリキ・ジ・パウラ、マルサウ、エドゥアルドなどと契約。さらに、テクスターは目玉となる補強選手としてコロンビア代表のハメス・ロドリゲスとの契約も望んだが、これは実現しなかった。それでも、Bチームから昇格したジェフィーニョがブレイクするという嬉しい誤算も加わり11位でセリエAを終え、コパ・スダメリカーナ2023の出場権を獲得した。
2024年のスタートは決して良いものではなかった。2023年のブラジレイロを5位で終え、コパ・リベルタドーレス2024への切符を掴んだチアゴ・ヌネス監督の続投をクラブは選択したが、州リーグでは2年連続で準決勝進出を逃した。そして、2月のリベルタ杯・アウロラ戦でヌネスは試合中に相手チームのマウリシオ・ソリア監督と口論となり、お互いを罵り始めた。ヌネスは泣き真似のジェスチャー”chororô”で挑発して混乱に拍車をかけた。両監督にはレッドカードが提示されたうえ試合も1-1で引き分けたことで、ヌネスは翌日解任を余儀なくされた。
ヌネスの後任で当時アシスタントコーチだったファビオ・エンリケ・マティアス暫定監督は10試合中8勝1敗1分という素晴らしい成績でポルトガル人のアルトゥール・ホルヘ正監督にバトンを繋いだ。さらにスペインのレアル・ベティスからルイス・エンヒキ、アメリカのアトランタ・ユナイテッドからティアゴ・アルマダ、サウジアラビアのアル・ナスルからアレックス・テレス、UAEのアル・アハリからイゴール・ジェズス、日本のサンフレッチェ広島からジュニオール・サントスなど総額3億7,320万R$もの資金を投じる補強を敢行した。

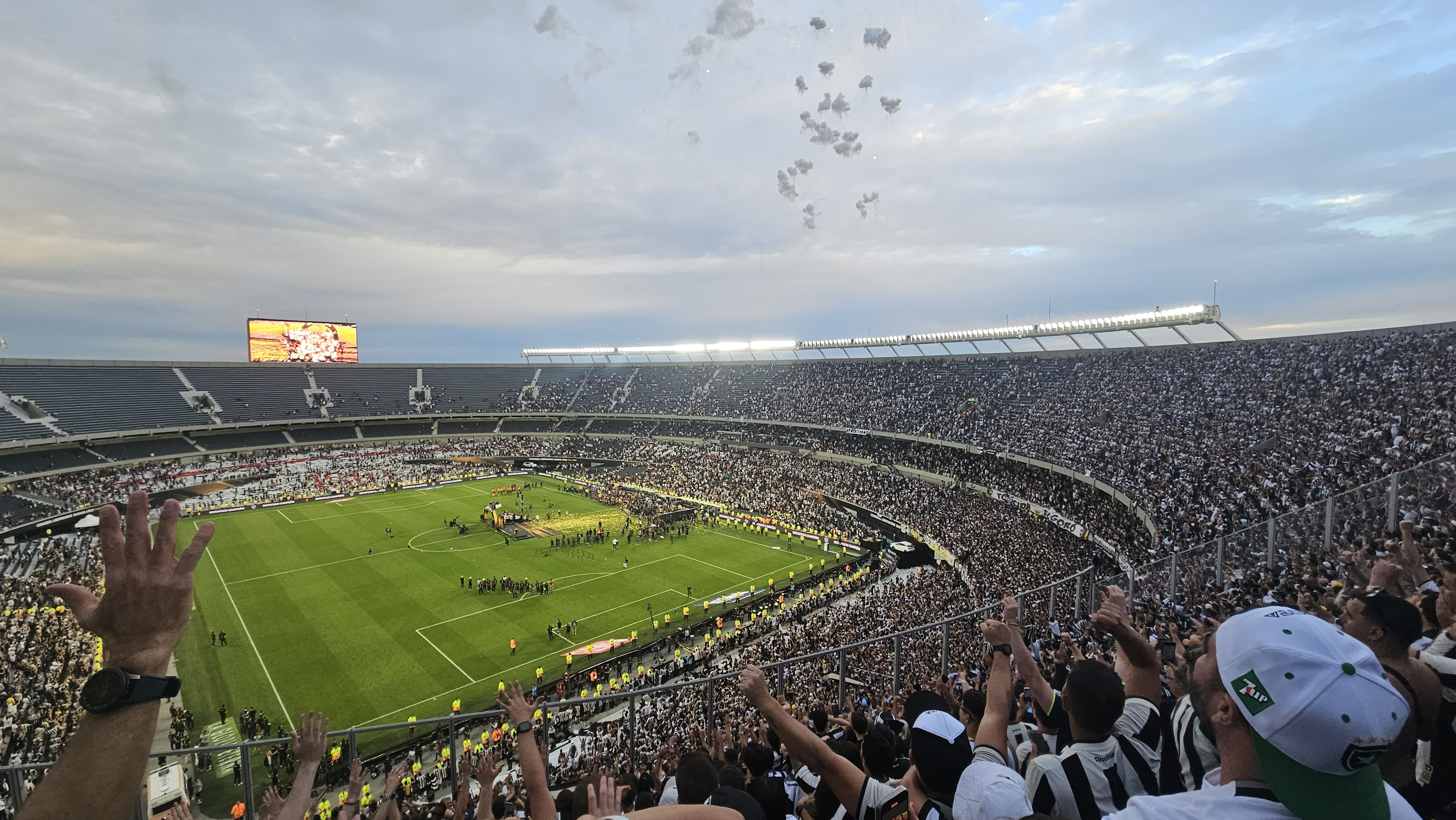
決勝戦の舞台となったマス・モヌメンタルで優勝を祝うサポーターたち

数年前とは大きくメンバーが変わったボタフォゴはリベルタドーレス決勝のアトレチコ・ミネイロ戦でも勝負強さを発揮した。試合開始1分でボタフォゴのグレゴーレの高く上げた足がアトレチコのファウスト・ベラの頭部に当たり、ファクンド・テッロ主審はすぐさまレッドカードを提示。1試合ほとんどの時間を数的不利な状況で戦うとなった。けれども、35分にルイス・エンヒキが先制点を決めると、その直後にもエンヒキがペナルティエリア内で倒されてPKを獲得。それをアレックス・テレスが決め、1人少ないにもかかわらず2点のリードという予想外の展開で前半を折り返した。後半開始からアトレチコ・ミネイロの監督ガブリエル・ミリートは3選手を交代し流れを変えにかかる。後半開始直後にアトレチコのフッキの左CKからエドゥアルド・バルガスの得点を許してしまうが、それでもボタフォゴは試合終了直前にジュニオール・サントスがダメ押しの追加点を挙げ、10人でありながら補強した選手らの活躍で3-1でクラブ史上初のリベルタドーレス制覇。FIFAインターコンチネンタルカップ2024とFIFAクラブワールドカップ2025の出場権を勝ち取った。
1週間後、数年前のセリエB降格の舞台となったホームのエスタジオ・ニウトン・サントスでサンパウロを2-1で破り、セリエAのタイトルを獲得。優勝を決定づける2点目を挙げたのはリベルタドーレス決勝で退場となったグレゴーレだった。これにより、ボタフォゴは同じシーズンにリベルタ杯と全国リーグ両方の制覇というブラジルサッカーの歴史の中で過去3回しか起こらなかった偉業を達成した。しかし、その偉業の祝杯は数時間しか続けられなかった。選手たちはスタジアムを出てすぐさま空港に直行し、約15時間かけて中東カタールへと向かった。2日も経たないうちにチームはインターコンチネンタルカップ準決勝でパチューカと対戦するも、過密日程と長時間の移動だったこともあり試合は0-3で敗れた。また、この試合がアルトゥール・ホルヘ監督のボタフォゴでの最後の指揮だった。昇給を望んでいたホルヘとクラブは5回に亘って話し合うが最終的に折り合いがつかず契約を解除。彼は翌日にアル・ラーヤンの監督に就任することが発表された。
2025年になると、前年までチームを牽引してきたティアゴ・アルマダはテクスターがオーナーのオリンピック・リヨン、ルイス・エンヒキはゼニト・サンクトペテルブルク、ジュニオール・サントスはアトレチコ・ミネイロに移籍。スーペルコパ・レイではフラメンゴに1-3で敗れ、レコパ・スダメリカーナ2025ではコパ・スダメリカーナ2024で優勝したアルゼンチンのラシン・クラブと対戦し、多くの時間帯でボールを保持したが前年の主力選手らに代わる選手がいなかったこともあり0-4（1stレグと2ndレグともに0-2）で完敗した。FIFAクラブワールドカップ2025ではパリ・サンジェルマン、アトレティコ・マドリードど同組のいわゆる「死のグループ」を2位で通過。特に、欧州王者のパリ・サンジェルマン相手にボール保持率25%でありながら1-0で勝利し、パリのルイス・エンリケ監督からは「今シーズン、我々が対戦した中で最高のディフェンスをしたチームだ。」と称賛された。しかし、ラウンド16で同郷のSEパルメイラスに0-1で敗れると、敗戦からわずか48時間後にクラブW杯を指揮したレナト・パイヴァ監督は解任された。オーナーのテクスターはクラブW杯で守備的だったチームに良い印象を持たず、アシスタントコーチを経由して解任を伝えた。これにより、パイヴァはボタフォゴが買収されてからの3年半のうちにクラブを去る6人目の監督となった。

## ライバル
同じリオデジャネイロを本拠地とする、フラメンゴ、フルミネンセ、ヴァスコ・ダ・ガマとはボタフォゴを含め、リオのBIG4と呼ばれ、これらのチームとの対戦はクラシコと呼ばれる。

## マスコット

### ドナルドダック
1940年代初頭から短い間、ドナルドダックがマスコットとして使われていた。これはアルゼンチン出身の風刺画家Lorenzo Mollaのアイデアによるもので、彼がドナルドダックにボタフォゴのユニフォームを着せたイラストを描いたことがきっかけだった。その親しみやすさからすぐさまサポーターからの支持は得たものの、公式なマスコットとして採用されることはなかった。その理由は単純で、著作権の問題にあった。アメリカの人気キャラクターであるドナルドダックの使用料は非常に高額であり、クラブの公式マスコットとして継続的に使用するにはコストがかかりすぎたのである。

### ビリバ

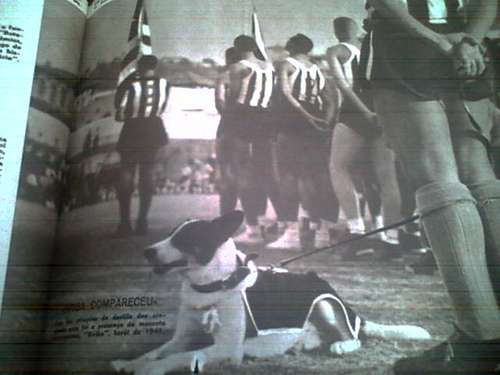
ビリバの毛並みはクラブカラーと同じ黒と白だった

1948年、当時のリザーブDFのMacaéによって街中で保護された雑種犬「ビリバ（Biriba）」がカンピオナート・カリオカでの試合中にピッチに侵入した。当時、ボタフォゴの新しい会長となったばかりのカリート・ロッチャはこれを幸運をもたらす神のお告げと解釈した。そしてビリバはその後の全試合に帯同し、選手入場の際にはまるで1人の選手かのように先頭を歩いて入場した。当初は“ふざけた儀式”として相手チームも嘲笑し許していたが、ボタフォゴがリードを許す展開になるとカリートの指示でマカエがビリバをピッチに放った。この“非常手段”が効果を発揮し何度もボタフォゴに逆転劇を呼び込んだため、やがて対戦相手は公式に連盟へ抗議を提出。決勝戦で対戦相手のヴァスコはビリバの入場禁止を求めたが、カリートは屈せず堂々とビリバを抱えてスタジアムに入場した。そして、この試合も3-1で勝利したボタフォゴは1948年のカンピオナート・カリオカで優勝を果たした。気づけばビリバが帯同した試合は全て勝利し、ビリバはボタフォゴの勝利の象徴となった。作家でありジャーナリストのRuy Castroは著書『Estrela Solitária ― Um brasileiro chamado Garrincha』の中で、ビリバとボタフォゴの関係についてこう記している：
ビリバはチームの公式写真でも選手と一緒に並んで撮り、金の首輪にはクラブのエンブレムがあしらわれ、マカエを通じて勝利ボーナスまで受け取っていた。クラブが唯一しなかったのはビリバを連盟に登録することぐらいだった。
ボタフォゴの生きたマスコットであるビリバは1950年まで選手たちと一緒にピッチへ入場し、まるでチームの一員のように扱われていた。だが、試合会場がマラカナンに移るとサッカーはより真剣な舞台となり、次第に姿を見せなくなっていった。それでもビリバは愛され続け、本部をたびたび訪れると温かく迎えられていた。1958年8月10日、晩年は心臓の病気を抱えて視力のほとんどを失っていたビリバは飼い主のマカエのアパートで12年間のその生涯を閉じた。ビリバの死は新聞でも報じられ、2021年にはビリバと兄弟という設定の「ビラ（Bira）」という名前の新しいマスコットキャラクターも発表された。

### マネキーニョ

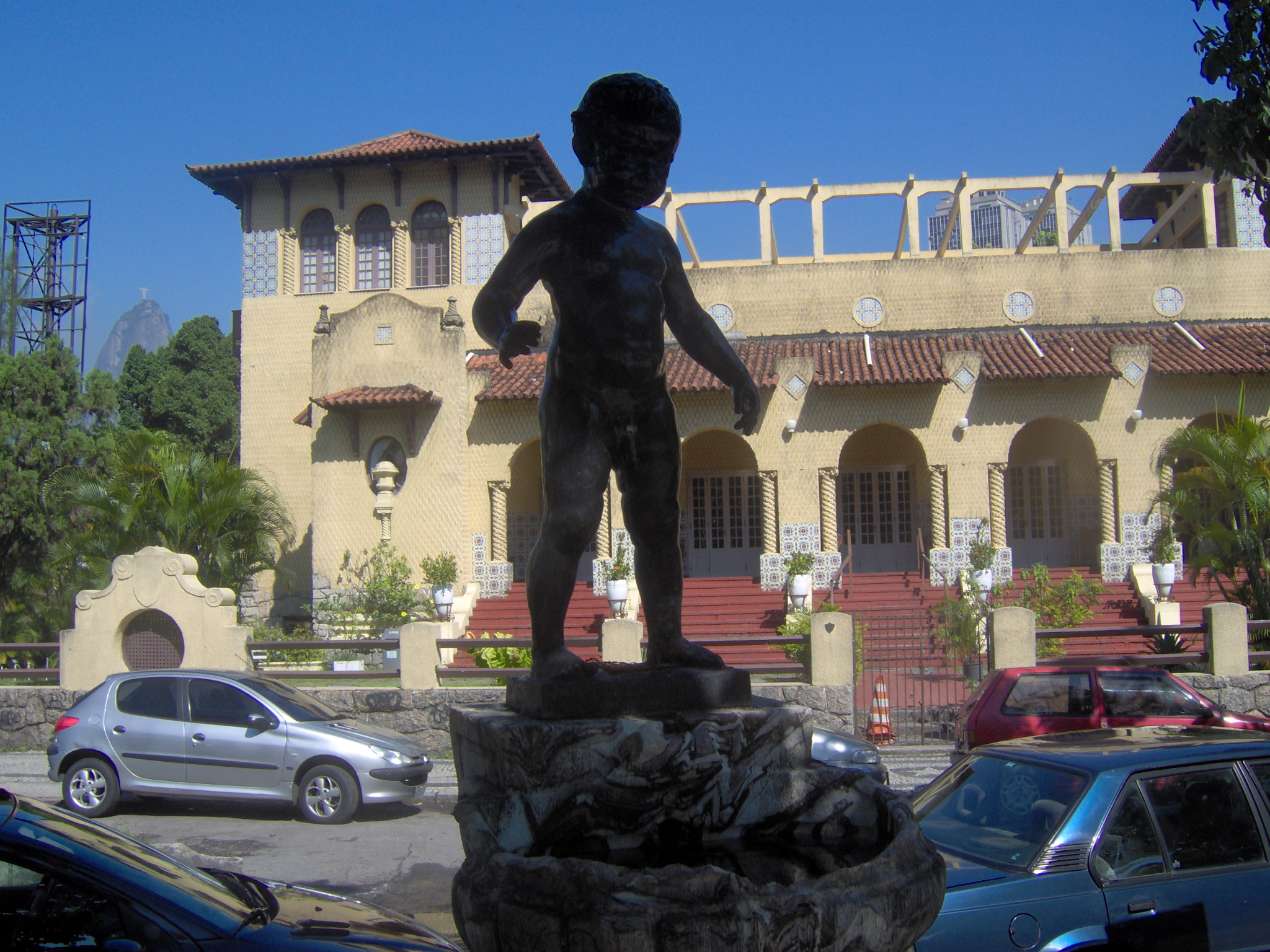
クラブ本部前に建てられたマネキーニョ

ブリュッセルの有名な「小便小僧（Manneken Pis）」に着想を得て、20世紀初頭に画家・彫刻家のベウミーロ・デ・アルメイダによって制作された「マネキーニョ」と呼ばれるこの像は、当初は別の場所に設置されていたが少年が放尿する姿が良俗に反するとの理由で1927年にボタフォゴ海岸へ移設された。これはボタフォゴの旧本拠地Mourisco Marの近くであり、マネキーニョとボタフォゴとの最初の関係性は単なる地理的なものだった。しかし、この像とボタフォゴとの関係が深まったのは奇しくもビリバと同じ1948年だった。リオデジャネイロ州選手権決勝でボタフォゴがヴァスコに3対1で勝利した試合の後、地元の著名な靴職人であったJorge Kaiucaがマネキーニョにボタフォゴのユニフォームを着せたことをきっかけに、クラブの勝利を祝う象徴としての役割を担うようになった。以降、ボタフォゴがタイトルを獲得するたびにマネキーニョにユニフォームを着せるのが恒例となり、像は地域社会におけるクラブの象徴としての地位を確立した。1980年代後半にマネキーニョはクラブの本部であるジェネラル・セヴェリアーノの正面に移され、現在ではクラブ公式の所有物となっている。

## タイトル
2024年シーズン終了現在

### 公式・主な大会
| 国際大会                              | 国際大会 | 国際大会 |
| コンペティション                      | 優勝回数 | シーズン |
| ------------------------------------- | -------- | --- |
| コパ・リベルタドーレス                | 1回      | 2024 |
| コパCONMEBOL                          | 1回      | 1993 |
| 国内大会                              |          | |
| コンペティション                      | 優勝回数 | シーズン |
| タッサ・ブラジル                      | 1回      | 1968 |
| カンピオナート・ブラジレイロ・セリエA | 2回      | 1995, 2024 |
| カンピオナート・ブラジレイロ・セリエB | 2回      | 2015, 2021 |
| 州間大会                              |          | |
| コンペティション                      | 優勝回数 | シーズン |
| トルネイオ・リオ＝サンパウロ          | 4回      | 1962, 1964, 1966, 1998 |
| 州内大会                              |          | |
| コンペティション                      | 優勝回数 | シーズン |
| カンピオナート・カリオカ              | 21回     | 1907, 1910, 1912, 1930, 1932, 1933, 1934, 1935, 1948, 1957, 1961, 1962, 1967, 1968, 1989, 1990, 1997, 2006, 2010, 2013 2018 |
| トルネイオ・イニシオ                  | 8回      | 1934, 1938, 1947, 1961, 1962, 1963, 1967, 1977                                                                              |
| タッサ・グアナバラ                    | 8回      | 1967, 1968, 1997, 2006, 2009, 2010, 2013, 2015                                                                              |
| タッサ・リオ                          | 9回      | 1989, 1997, 2007, 2008, 2010, 2012, 2013, 2023, 2024                                                                        |
| トルネイオ・ムニシパル                | 1回      | 1951 |
| トルネイオ・エクストラ                | 1回      | 1958 |
| タッサ・シダーデ・マラヴィリョーザ    | 1回      | 1996 |

### 非公式・その他の大会
- リオ–サンパウロ州王者カップ（ポルトガル語版）: 1931
- トルネイオ・インテルナシオナル・ド・コロンビア（ポルトガル語版）: 1960
- トルネイオ・インテルナシオナル・ダ・シダーデ・ド・メキシコ（ポルトガル語版）: 1962, 1968
- トゥルヌワ・ドゥ・パリ: 1963
- ラパスサッカー協会創立50周年記念トーナメント（ポルトガル語版）: 1964
- パラマリボ杯（ポルトガル語版）: 1964
- トルネイオ・イベロ＝アメリカーナ（ポルトガル語版）: 1964
- コパ・カランサ・デ・ブエノスアイレス（ポルトガル語版）: 1966
- タッサ・シルクロ・デ・ペリオヂコス・エスポルチーヴォス（ポルトガル語版）: 1966
- トロフェウ・トライアングラール・デ・カラカス（ポルトガル語版）: 1967, 1968, 1970
- アウグスト・ペレイラ・ダ・モタ杯 （ポルトガル語版）: 1975
- Taça José Vander Rodrigues Mendes: 1976
- Torneio de Genebra: 1984, 1985
- Torneio Pentagonal da Costa Rica: 1986
- パルマ・デ・マヨルカ市トロフィー（ポルトガル語版）: 1988
- Torneio da Amizade de Veracruz: 1990
- エドゥアルド・パイス・3チーム対抗州トーナメント（ポルトガル語版）: 1994
- トロフェオ・テレサ・エレーラ: 1996
- Copa Nippon Ham: 1996
- 第3回北オセチア共和国大統領記念杯（ポルトガル語版）: 1996

## 過去の成績
| 優勝 | 準優勝 | 上位リーグ昇格 | 下位リーグ降格 |
| シーズン | 全国リーグ     | 全国リーグ | 全国リーグ | 全国リーグ | 全国リーグ | 全国リーグ | 全国リーグ | 全国リーグ | 全国リーグ | 全国リーグ | 州リーグ     | 州リーグ | 州リーグ | カップ戦  | 国際大会 | 国際大会       |
| シーズン | ディヴィジョン | 順位       | 点         | 試         | 勝         | 分         | 敗         | 得         | 失         | 差         | グアナバラ杯 | タッサ杯 | 総合     | カップ戦  | 国際大会 | 国際大会       |
| -------- | -------------- | ---------- | ---------- | ---------- | ---------- | ---------- | ---------- | ---------- | ---------- | ---------- | ------------ | -------- | -------- | --------- | -------- | -------------- |
| 2004     | セリエA        | 20位       | 51         | 46         | 11         | 18         | 17         | 62         | 71         | -9         | GS敗退       | GS敗退   | 4位      | 2回戦敗退 | —        | —              |
| 2005     | セリエA        | 9位        | 59         | 42         | 17         | 8          | 17         | 57         | 55         | +1         | ベスト4      | GS敗退   | 3位      | 2回戦敗退 | —        | —              |
| 2006     | セリエA        | 12位       | 51         | 38         | 13         | 12         | 13         | 52         | 50         | +2         | 優勝         | GS敗退   | 優勝     | 2回戦敗退 | —        | —              |
| 2007     | セリエA        | 9位        | 55         | 38         | 14         | 13         | 11         | 62         | 58         | +4         | GS敗退       | 優勝     | 準優勝   | ベスト4   | CS       | ベスト16       |
| 2008     | セリエA        | 7位        | 53         | 38         | 15         | 8          | 15         | 51         | 44         | +7         | 準優勝       | 優勝     | 準優勝   | ベスト4   | CS       | ベスト8        |
| 2009     | セリエA        | 15位       | 47         | 38         | 11         | 14         | 13         | 52         | 58         | -6         | 優勝         | 準優勝   | 準優勝   | 2回戦敗退 | CS       | ベスト8        |
| 2010     | セリエA        | 6位        | 59         | 38         | 14         | 17         | 7          | 54         | 42         | +12        | 優勝         | 優勝     | 優勝     | 2回戦敗退 | —        | —              |
| 2011     | セリエA        | 9位        | 56         | 38         | 16         | 8          | 14         | 52         | 49         | +3         | ベスト4      | ベスト8  | 3位      | ベスト16  | CS       | ベスト16       |
| 2012     | セリエA        | 7位        | 55         | 38         | 15         | 10         | 13         | 60         | 50         | +10        | ベスト4      | 優勝     | 準優勝   | ベスト16  | —        | —              |
| 2013     | セリエA        | 4位        | 61         | 38         | 17         | 10         | 11         | 55         | 41         | +14        | 優勝         | 優勝     | 優勝     | ベスト8   | —        | —              |
| 2014     | セリエA        | 19位       | 34         | 38         | 9          | 7          | 22         | 31         | 48         | -17        | 9位          | —        | 9位      | ベスト8   | CL       | GS敗退         |
| 2015     | セリエB        | 1位        | 72         | 38         | 21         | 9          | 8          | 60         | 30         | +30        | 優勝         | —        | 準優勝   | 3回戦敗退 | —        | —              |
| 2016     | セリエA        | 5位        | 59         | 38         | 17         | 8          | 13         | 43         | 39         | +4         | 3位          | —        | 準優勝   | ベスト16  | —        | —              |
| 2017     | セリエA        | 10位       | 53         | 38         | 14         | 11         | 13         | 45         | 42         | +3         | 途中棄権     | 準優勝   | 4位      | ベスト4   | CL       | ベスト8        |
| 2018     | セリエA        | 9位        | 51         | 38         | 13         | 12         | 13         | 38         | 46         | -8         | ベスト4      | 準優勝   | 優勝     | 1回戦敗退 | CL       | ベスト16       |
| 2019     | セリエA        | 15位       | 43         | 38         | 13         | 4          | 21         | 31         | 45         | −14        | GS敗退       | GS敗退   | 8位      | 3回戦敗退 | —        | —              |
| 2020     | セリエA        | 20位       | 27         | 38         | 5          | 12         | 21         | 32         | 62         | -30        | GS敗退       | ベスト4  | 5位      | ベスト16  | —        | —              |
| 2021     | セリエB        | 1位        | 70         | 38         | 20         | 10         | 8          | 56         | 31         | +25        | 7位          | 準優勝   | 6位      | 2回戦敗退 | —        | —              |
| 2022     | セリエA        | 11位       | 53         | 38         | 15         | 8          | 15         | 41         | 43         | -2         | 4位          | —        | 4位      | ベスト16  | —        | —              |
| 2023     | セリエA        | 5位        | 64         | 38         | 18         | 10         | 10         | 58         | 37         | +21        | 5位          | 優勝     | 5位      | ベスト16  | CS       | ベスト8        |
| 2024     | セリエA        | 1位        | 79         | 38         | 23         | 10         | 5          | 59         | 29         | +30        | 5位          | 優勝     | 5位      | ベスト16  | CLICC    | 優勝2回戦敗退  |
| 2025     | セリエA        | 位         |            |            |            |            |            |            |            |            | 9位          | —        | 9位      | 進行中    | RCSCWC   | 準優勝出場予定 |

1. ↑  CLはコパ・リベルタドーレスを、CSはコパ・スダメリカーナを、RCSはレコパ・スダメリカーナを、ICCはFIFAインターコンチネンタルカップを、CWCはFIFAクラブワールドカップを示す。
2. ↑  ボタフォゴはグループステージを3位で終え、タッサ・グアナバラの優勝決定トーナメントプレーオフ出場権を得ていたが、コパ・リベルタドーレス2017の準備のために棄権した。

## 現所属メンバー
2025年7月27日現在
注：選手の国籍表記はFIFAの定めた代表資格ルールに基づく。
| No. | Pos. |              | 選手名                        |
| --- | ---- | ------------ | ----------------------------- |
| 1   | GK   | ブラジル     | ラウール                      |
| 2   | DF   | ブラジル     | ヴィチーニョ                  |
| 4   | DF   | ウルグアイ   | マテオ・ポンテ                |
| 5   | MF   | ブラジル     | ダニーロ・バルボサ            |
| 6   | MF   | ブラジル     | パトリキ・ジ・パウラ          |
| 7   | FW   | ブラジル     | アルトゥール                  |
| 8   | MF   | アルゼンチン | アルバロ・モントロ            |
| 9   | FW   | ブラジル     | ルワン・クルス ()             |
| 10  | MF   | ベネズエラ   | ジェフェルソン・サバリーノ () |
| 11  | FW   | ブラジル     | マテウス・マルティンス        |
| 12  | GK   | ブラジル     | ジョン・ビクトル ()           |
| 13  | DF   | ブラジル     | アレックス・テレス ()         |
| 15  | DF   | アンゴラ     | バストス                      |
| 16  | FW   | ブラジル     | ナタン・フェルナンデス        |
| 17  | MF   | ブラジル     | マルロン・フレイタス          |
| 18  | MF   | ブラジル     | カウエ                        |
| 19  | FW   | ブラジル     | カイケ                        |
| 20  | DF   | アルゼンチン | アレクサンダー・バルボサ ()   |
| 21  | DF   | ブラジル     | マルサウ                      |
| 23  | MF   | ウルグアイ   | サンティアゴ・ロドリゲス      |
| 24  | GK   | ブラジル     | レオ・リンク                  |

| No. | Pos. |              | 選手名                      |
| --- | ---- | ------------ | --------------------------- |
| 25  | MF   | ブラジル     | アラン ()                   |
| 28  | MF   | ブラジル     | ニュートン                  |
| 30  | FW   | アルゼンチン | ホアキン・コレア            |
| 31  | DF   | ブラジル     | カイオ・パンタレオン        |
| 33  | FW   | ブラジル     | エリアス・マノエル          |
| 35  | MF   | ブラジル     | ダニーロ                    |
| 39  | FW   | ウルグアイ   | ゴンサロ・マストリアーニ () |
| 40  | GK   | エクアドル   | クリスティアン・ロール      |
| 47  | FW   | ブラジル     | ジェフィーニョ              |
| 57  | DF   | ブラジル     | ダヴィド・リカルド          |
| 63  | DF   | ブラジル     | セラフィム                  |
| 66  | DF   | ブラジル     | クイアバーノ                |
| 67  | FW   | ブラジル     | ヤルレン                    |
| 69  | FW   | ブラジル     | ハファエル・ロバート        |
| 77  | MF   | ブラジル     | カウアン・リンデス          |
| 98  | FW   | ブラジル     | アルトゥール・カブラウ      |
| --  | DF   | ブラジル     | フェリペ・サンパイオ        |
| --  | FW   | パラグアイ   | マティアス・セゴビア        |
| --  | MF   | コロンビア   | ジョーダン・バレラ          |
| --  | DF   | ブラジル     | カドゥ・サントス            |

監督
- ダヴィデ・アンチェロッティ（英語版）

### ローン
in
注：選手の国籍表記はFIFAの定めた代表資格ルールに基づく。
| No. | Pos. |            | 選手名                                                 |
| --- | ---- | ---------- | ------------------------------------------------------ |
| 39  | FW   | ウルグアイ | ゴンサロ・マストリアーニ (アトレチコ・パラナエンセ) () |

| No. | Pos. |          | 選手名                  |
| --- | ---- | -------- | ----------------------- |
| --  | DF   | ブラジル | カドゥ・サントス (レモ) |

out
注：選手の国籍表記はFIFAの定めた代表資格ルールに基づく。
| No. | Pos. |            | 選手名                                |
| --- | ---- | ---------- | ------------------------------------- |
| --  | FW   | ブラジル   | マテウス・ナシメント (LAギャラクシー) |
| --  | DF   | ブラジル   | ルーカス・アウテル (ヴィトーリア)     |
| --  | FW   | ウルグアイ | ディエゴ・エルナンデス (レモ)         |

| No. | Pos. |            | 選手名                                      |
| --- | ---- | ---------- | ------------------------------------------- |
| --  | MF   | ブラジル   | ルイス・オオヤマ (ノヴォリゾンチーノ) ()    |
| --  | MF   | ブラジル   | ライー (ヴォルタ・レドンダ)                 |
| --  | FW   | ウルグアイ | ヴァレンティン・アダモ (ボストン・リーベル) |

## 歴代監督
- ジジ 1956-1958, 1964, 1965
- マリオ・ザガロ 1967-1970, 1975-1978, 1985-1986
- エドゥー 1990
- ジョエル・サンタナ 1997-1998, 2000, 2010-2011
- ロザロニ 2000-2001
- クルピ 2003-2004
- マウロ・ガウボン 2004
- シャムスカ 2005
- カイオ・ジュニオール 2011
- オリヴェイラ 2012-2013
- ヴァグネル・マンシーニ 2014
- リカルド・ゴメス 2015-2016

- ジェイア・ベンチュラ（英語版） 2016-2017
- フェリペ・コンセイサン（英語版） 2018.1-2018.2
- アウベルト・ヴァレンチン（英語版） 2018.3-2018.6, 2019.10-2020.2
- マルコス・パケタ 2018.6-2018.8
- ゼ・リカルド 2018.8-2019.4
- エドゥアルド・バロッカ（英語版） 2019.4-2019.10, 2020.11-
- ラモン・ディアス 2020

## 歴代所属選手

### GK
- フェルナンド・アルベス 1987
- カルロス・ジェルマーノ 2002
- フアン・カスティージョ 2008-2009

- ジェフェルソン 2009-2018
- ガティート・フェルナンデス 2017-2024
- ルーカス・ペリ 2022-2024

### DF
- ニウトン・サントス 1948-1964
- カルロス・アウベルト 1971
- ヴァンデルレイ・ルシェンブルゴ 1979-1980
- ジョジマール 1982-1988
- マルセロ・ゴンサウヴェス 1989-1990, 1995-1997, 1998
- ウーゴ・デレオン 1991
- マルシオ・サントス 1991

- ジュリオ・セザール 1998
- オジヴァン 2002
- ジョアン・カルロス 2004
- カイオ・コレア 2009-2012
- ラファエル・ダ・シウバ 2021-2024
- レンソ・サラビア 2022
- ダミアン・スアレス 2024

### MF
- バウエル 1956
- アレモン 1982-1987
- エメルソン 1993-1994
- ベット 1994-1996
- バウド 2003-2004
- ゼ・ホベルト 2005-2008, 2015

- エヒディオ・アレバロ 2011
- レナト 2011-2014
- クラレンス・セードルフ 2012-2014
- ニコラス・ロデイロ 2012-2014
- チェ・チェ 2022-2024
- オスカル・ロメロ 2024-2025
- ティアゴ・アルマダ 2024

### FW
- レオニダス 1935-1936
- エレーノ・ジ・フレイタス 1939–1948
- ガリンシャ 1953-1965
- ジャイルジーニョ 1959-1974, 1981-1982
- レナト 1985
- エデル 1988
- レナト・ガウショ 1991-1992
- ベベット 1998-1999, 2001
- ルイゾン 2004
- クリスティアン 2006

- セバスティアン・アブレウ 2010-2012
- 艾克森 2011-2012
- 本田圭佑 2020
- サロモン・カルー 2020-2021
- エリソン 2022-2023
- チキーニョ・ソアレス 2022-2024
- ジエゴ・コスタ 2023
- ルイス・エンヒキ 2024